# Women’s Regional Handball League 2008/09
Die Women’s Regional Handball League 2008/09 war die Premierensaison der Women’s Regional Handball League. Die Saison begann am 3. September 2008 und endete am 31. März 2009.
Den Titel gewann Podravka Vegeta vor ŽRK Budućnost Podgorica und Hypo Niederösterreich.

## Tabelle
Aus vereinstechnischen Gründen finanzieller Art verließen in der ersten Saison zwei Teams vorzeitig diesen Wettbewerb. Es sind dies Kometal Gjorče Petrov Skopje und Radnički Belgrad. Die Ergebnisse gegen diese Teams wurden annulliert und die Liga fortgesetzt. Den Titel in der Premierensaison sicherte sich der kroatische Verein Podravka Vegeta.
| Pos. | Verein                       | S                                                                 | G                                                                 | U                                                                 | V                                                                 | Tore                                                              | Punkte                                                            |
| ---- | ---------------------------- | ----------------------------------------------------------------- | ----------------------------------------------------------------- | ----------------------------------------------------------------- | ----------------------------------------------------------------- | ----------------------------------------------------------------- | ----------------------------------------------------------------- |
| 1    | Podravka Vegeta              | 10                                                                | 7                                                                 | 1                                                                 | 2                                                                 | 352:275                                                           | 15                                                                |
| 2    | ŽRK Budućnost Podgorica      | 10                                                                | 7                                                                 | 0                                                                 | 3                                                                 | 312:287                                                           | 14                                                                |
| 3    | Hypo Niederösterreich        | 10                                                                | 6                                                                 | 1                                                                 | 3                                                                 | 349:281                                                           | 13                                                                |
| 4    | Krim Mercator                | 10                                                                | 5                                                                 | 2                                                                 | 3                                                                 | 343:278                                                           | 12                                                                |
| 5    | Lokomotiva Zagreb            | 10                                                                | 3                                                                 | 0                                                                 | 7                                                                 | 285:310                                                           | 6                                                                 |
| 6    | Ljubuški Lido Osiguranje     | 10                                                                | 0                                                                 | 0                                                                 | 10                                                                | 207:417                                                           | 0                                                                 |
| –    | Kometal Gjorče Petrov Skopje | alle Spiele annulliert, da vorzeitig aus dem Bewerb ausgeschieden | alle Spiele annulliert, da vorzeitig aus dem Bewerb ausgeschieden | alle Spiele annulliert, da vorzeitig aus dem Bewerb ausgeschieden | alle Spiele annulliert, da vorzeitig aus dem Bewerb ausgeschieden | alle Spiele annulliert, da vorzeitig aus dem Bewerb ausgeschieden | alle Spiele annulliert, da vorzeitig aus dem Bewerb ausgeschieden |
| –    | Radnički Belgrad             | alle Spiele annulliert, da vorzeitig aus dem Bewerb ausgeschieden | alle Spiele annulliert, da vorzeitig aus dem Bewerb ausgeschieden | alle Spiele annulliert, da vorzeitig aus dem Bewerb ausgeschieden | alle Spiele annulliert, da vorzeitig aus dem Bewerb ausgeschieden | alle Spiele annulliert, da vorzeitig aus dem Bewerb ausgeschieden | alle Spiele annulliert, da vorzeitig aus dem Bewerb ausgeschieden |

### Kreuztabelle
Die Heimmannschaft ist in der ersten Spalte angeführt, die Gastmannschaft in der ersten Reihe. Die Ergebnisse sind immer aus Sicht der Heimmannschaft angeführt. Es werden nur Spiele angegeben, die auch tatsächlich in der abschließenden Tabelle berücksichtigt wurden.
| Verein                   | POD   | BUD   | HYP   | KRI   | LOK   | OSI   |
| ------------------------ | ----- | ----- | ----- | ----- | ----- | ----- |
| Podravka Vegeta          |       | 32:26 | 31:22 | 36:27 | 40:32 | 40:14 |
| ŽRK Budućnost Podgorica  | 34:30 |       | 34:32 | 31:33 | 26:21 | 33:24 |
| Hypo Niederösterreich    | 36:33 | 35:31 |       | 28:33 | 32:27 | 52:18 |
| Krim Mercator            | 36:36 | 30:32 | 32:32 |       | 29:30 | 44:15 |
| Lokomotiva Zagreb        | 23:35 | 27:31 | 24:30 | 22:33 |       | 40:22 |
| Ljubuški Lido Osiguranje | 25:39 | 23:34 | 18:50 | 16:46 | 32:39 |       |

## Torschützen
Aus den Vereinen, welche die Saison beendeten, verzeichneten 98 Spielerinnen mindestens einen Torerfolg. Insgesamt erzielten sie in 30 regulär gewerteten Spielen 1848 Tore, also im Durchschnitt 61,6 Tore pro Spiel.
| Pos. | Spielerin                        | Verein                  | Tore |
| ---- | -------------------------------- | ----------------------- | ---- |
| 1    | Andrea Penezić                   | Podravka Vegeta         | 66   |
| 2    | Andrea Lekić                     | Krim Mercator           | 60   |
| 3    | Alexandra Priscila Do Nascimento | Hypo Niederösterreich   | 50   |
| 4    | Ana Radović                      | ŽRK Budućnost Podgorica | 49   |
| 5    | Dijana Golubić                   | Krim Mercator           | 48   |
| 6    | Jovanka Radičević                | ŽRK Budućnost Podgorica | 45   |
| 6    | Katarina Bulatović               | ŽRK Budućnost Podgorica | 45   |
| 6    | Kristina Franić                  | Podravka Vegeta         | 45   |
| 9    | Gorica Aćimović                  | Hypo Niederösterreich   | 43   |
| 10   | Marija Jovanović                 | ŽRK Budućnost Podgorica | 42   |